# Michael van Gerwen
Michael van Gerwen (né le 25 avril 1989 à Boxtel) est un joueur professionnel néerlandais de fléchettes. Il remporte à trois reprises le Championnat du monde en 2014, 2017 et 2019.
Commençant à s'entraîner à l'âge de 13 ans, il remporte les World Masters en 2006 et réalise un Nine-dart finish télévisé dès l'année suivante, à l'âge de 17 ans. Toutefois, ce n'est qu'en 2012 qu'il commence à s'imposer sur le devant de la scène de son sport. Il remporte son premier majeur, le World Grand Prix, en octobre 2012, ce qui contribue à sa progression à la place de 4e joueur mondial au début de l'année 2013. En 2014, il devient, à 24 ans, le plus jeune joueur à remporter le Championnat du monde (en) de la PDC, un record battu par Luke Littler le 3 janvier 2025, face à qui il a perdu 7-3. Il détient également le record de la plus haute moyenne réalisée lors d'un match télévisé avec 123.40 points contre Michael Smith le 25 février 2016 en Premier League de fléchettes.
Il domine les fléchettes au cours des deux années qui suivent, remportant 18 tournois en 2015 et 25 en 2016. Il est le deuxième joueur au palmarès le plus prolifique dans l'histoire des fléchettes, derrière Phil Taylor.

## Carrière

### 2019
Van Gerwen est la tête de série no 1 du Championnat du monde (en). Lors des huitièmes de finale, il affronte le double champion du monde Adrian Lewis et s'impose sur le score de 4 à 1, avec une moyenne de 108.8 par volée. Il se défait de Ryan Joyce (en) en quarts et retrouve Gary Anderson lors des demi-finales. Il domine nettement le double champion du monde écossais, sur le score de 6-1. Il affronte Michael Smith en finale et le bat par 7 sets à 3. C'est son troisième titre de champion du monde après 2014 et 2017.
Il s'impose ensuite lors de plusieurs tournois dont il était le tenant du titre : au Masters, il domine en finale James Wade (en), sur le score de 11 jeux à 5. Il remporte la Premier League, également sur le score de 11 jeux à 5, en s'imposant en finale face à l'Anglais Rob Cross.

### 2020
Van Gerwen aborde à nouveau le Championnat du monde en tant que tête de série n°1. Il atteint sans encombre les quarts de finale. Une victoire face au Lituanien Darius Labanauskas (en) lui permet d'accéder aux demi-finales, pour la septième fois en huit participations. Il s'impose 6 sets à 3 contre Nathan Aspinall et rejoint Peter Wright en finale. Il s'incline face au joueur écossais, 7 à 3. Lors des Masters, il est défait dès le premier tour par Jonny Clayton (en), ce qui met fin à une série de cinq titres consécutifs remportés dans ce tournoi.

### 2021

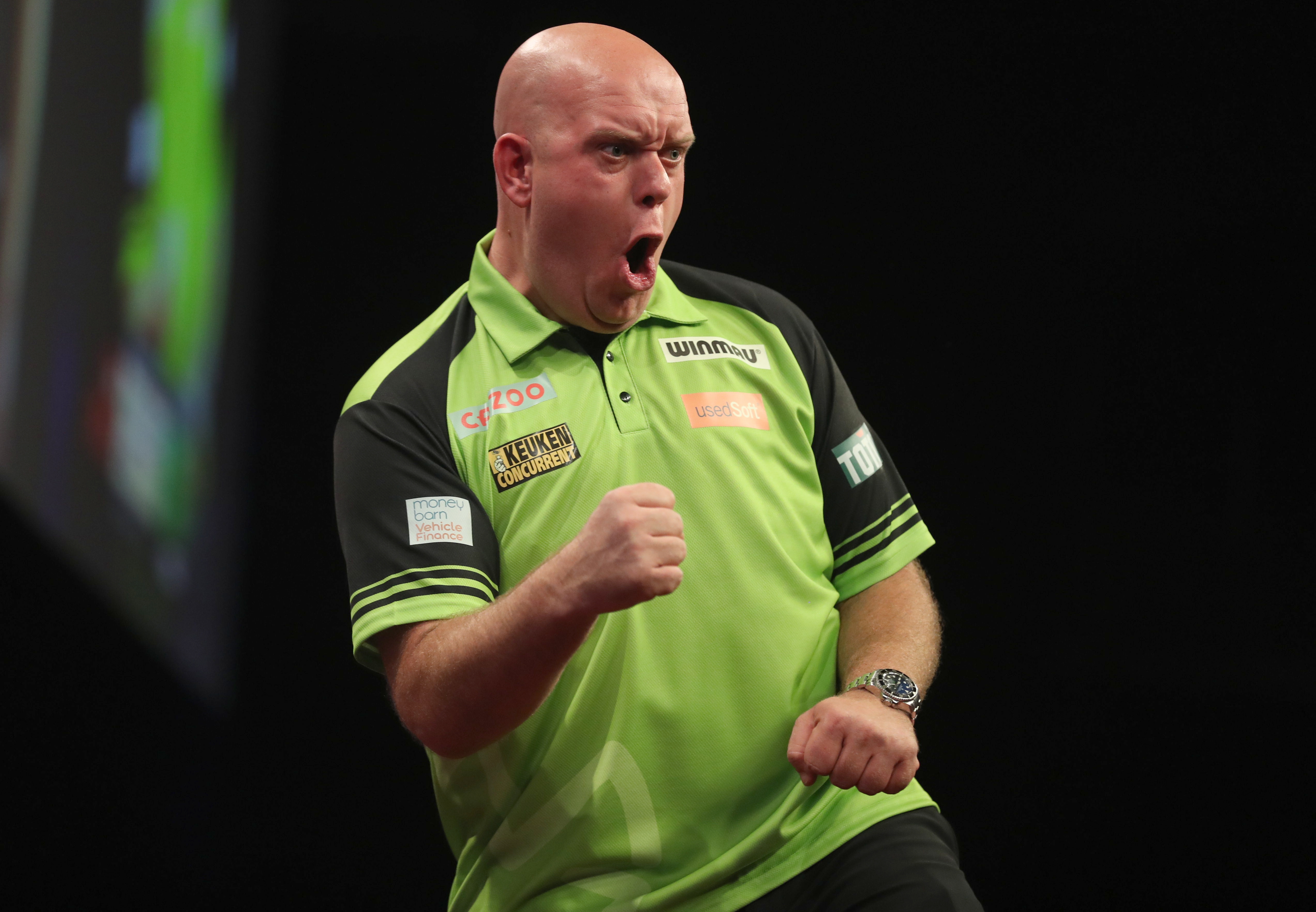
Michael van Gerwen (2022)

Le 18 septembre 2021, Van Gerwen remporte son premier titre PDC en 293 jours après sa victoire face à Fallon Sherrock en finale du Nordic Darts Masters (en).

## Nine-dart finishes
| N° | Date              | Adversaire            | Tournoi                                | Méthode                              |
| -- | ----------------- | --------------------- | -------------------------------------- | ------------------------------------ |
| 1  | 17 Fevrier 2007   | Raymond van Barneveld | Masters of Darts 2007                  | T20, 2 x T19; 3 x T20; T20, T17, D18 |
| 2  | 25 Julliet 2012   | Steve Beaton          | World Matchplay 2012                   | 3 x T20; 3 x T20; T20, T19, D12      |
| 3  | 30 Décembre 2012  | James Wade            | Championnat du monde de fléchette 2013 | 3 x T20; 2 x T20, T19; 2 x T20, D12  |
| 4  | 26 Octobre 2014   | Raymond van Barneveld | European Championship 2014             | 2 x T20, T19; 3 x T20; 2 x T20, D12  |
| 5  | 5 Mars 2016       | Rob Cross             | UK Open 2016                           | 3 x T20; 3 x T20; T20, T19, D12      |
| 6  | 23 Novembre 2019  | Adrian Lewis          | Players Championship Finals 2019       | 3 x T20; 2 x T20, T19; 2 x T20, D12  |
| 7  | 8 Mars 2020       | Daryl Gurney          | UK Open 2020                           | 3 x T20; 3 x T20; T20, T19, D12      |
| 8  | 27 Novembre 2022  | Rob Cross             | Players Championship Finals 2022       | 2 x T20, T19; 3 x T20; 2 x T20, D12  |
| 9  | 17 Septembre 2023 | Luke Humphries        | World Series Finals 2023               | T20, 2 x T19; 3 x T20; T20, T17, D18 |
| 10 | 26 Novembre 2023  | Luke Humphries        | Players Championship Finals            | 3 x T20; 3 x T20; T20, T19, D12      |